# Tachinus punctipennis
Tachinus punctipennis är en skalbaggsart som först beskrevs av J. Sahlberg 1876.  Tachinus punctipennis ingår i släktet Tachinus, och familjen kortvingar. Enligt den finländska rödlistan är arten nationellt utdöd i Finland. Arten har ej påträffats i Sverige. Artens livsmiljö är ruderatmarker, vägrenar och banvallar.